# 温氏金鼹属
溫氏金鼴屬（学名：Cryptochloris），哺乳綱、食蟲目的一屬，而與溫氏金鼴屬（溫氏金鼴）同科的動物尚有荒漠鼴屬（荒漠鼴）、巨金鼴屬（巨金鼴）、金毛鼴屬（金毛鼴）等之數種哺乳動物。

## 下属物种
本属包括以下物种：
- 溫氏金鼴 Cryptochloris wintoni (Broom, 1907)
- 范齊爾金鼴 Cryptochloris zyli Shortridge & Carter, 1938